# Bye Bye EXTREMER
『Bye Bye EXTREMER』（バイ・バイ・エクストリーマー）は松井常松7作目のアルバム。

## 解説
東芝EMI在籍時最後のアルバム。初のセルフ・プロデュース。

## 収録曲
作詞：松井五郎／作曲：松井常松／編曲：村瀬恭久（特記以外）
1. Please Please Me
2. Bye Bye EXTREMER
3. やばい!!
作曲：村瀬恭久
4. MELTING POINT
5. ラジオ・スターの悲劇
作詞・作曲：ブルース・ウーリー，トレヴァー・ホーン，ジェフ・ダウンズ（訳詞：hikaru）
バグルスのカヴァー曲。
6. SO FUNNY
7. TONIGHT
作詞：JILL
8. NOT FOR SALE
作詞：松井常松
9. sommelier
10. CLONE
11. あの頃僕らは (sunset ver.)
作詞：松井常松
アコースティク・アレンジによるセルフカバー。